# Emphyleuscelus carneolus
Emphyleuscelus carneolus es una especie de coleóptero de la familia Attelabidae.

## Distribución geográfica
Habita en la Guayana.